# 大王集镇
王集镇，是中华人民共和国河南省商丘市永城市下辖的一个乡镇级行政单位。

## 行政区划
王集乡下辖以下地区：
王集村、崔营村、庄楼村、余庄村、李月楼村、任楼村、郭庄村、李沟村、乔楼村、曹庄村、凡营村、闫庄村、郭桥村、石营村、蔡阁村、刘老家村和刘八口楼村。